# Federico de Hesse-Eschwege
Federico de Hesse-Eschwege (Kassel, 9 de mayo de 1617-Costian, cerca de Poznań, 24 de septiembre de 1655) fue desde 1632 hasta su muerte landgrave del infantazgo de Hesse-Eschwege, que se mantuvo bajo la suzeranía de Hesse-Kassel.

## Antecedentes
Siendo el octavo hijo del landgrave Mauricio de Hesse-Kassel, se le concedió Hesse-Eschwege mediante un decreto de su padre, que fue impuesto por su hermano mayor, Guillermo V, poco antes que Mauricio tuviera que abdicar para evitar una bancarrota inminente. A instancias de su segunda esposa, la condesa Juliana de Nassau-Dillenburg, Mauricio reservó una cuarta parte de su país, la denominada "cuarta parte de Rotenburg", para ser dividida entre sus hijos casados. De ellos, Herman IV recibió la región de Rotenburg, Federico recibió Eschwege, y Ernesto recibió el antiguo bajo Condado de Katzenelnbogen, en torno al Castillo de Rheinfels.

## Biografía
El propio Mauricio vivió con su segunda familia en Eschwege hasta su muerte en 1632. Su viuda entonces se trasladó al Castillo de Rotenburg con sus hijos.
El castillo y ciudad de Eschwege fueron objeto del pillaje y el saqueo durante la guerra de los Treinta Años, durante la Pascua de 1637. Podemos presumir que Federico, con veinte años de edad, solo se trasladó a su residencia de Eschwege después de su matrimonio en 1646 en Estocolmo con Leonor Catalina, la hermana del rey Carlos X Gustavo de Suecia.
Federico tuvo una exitosa carrera militar en el ejército sueco, donde alcanzó el grado de mayor general. Se desconoce si estuvo activo durante la guerra de los Treinta Años. Durante la segunda guerra del norte, comandó un grupo de batalla sueco. Por causa de su carrera militar, pasó mucho tiempo en la corte sueca y raramente visitó Eschwege. Sus tres hermanos gobernaron en su nombre su porción del "cuartil de Rotenburgo". Sin embargo, incluso así, se preocupó de sus súbditos y contribuyó significativamente a la reconstrucción después del fin de la guerra de los Treinta Años. Su esposa pasó la mayor parte de su tiempo en Eschwege y sus hijos nacieron ahí.

## Muerte y legado
Federico murió el 24 de septiembre de 1655 en Polonia, en el ejército de su cuñado, Carlos X Gustavo de Suecia. Fue enterrado en la Iglesia de la plaza principal de Eschwege; el ataúd con el finado tardó dos años en llegar.
Hesse-Eschwege pasó a manos de su hermano, Ernesto de Hesse-Rheinfels. El castillo de Eschwege fue asignado a su viuda como dote, pero ella se retiró a su feudo sueco en Osterholz, cerca de Bremen. Murió en 1692 y fue enterrada en le cripta real en la Iglesia central de Eschwege. El castillo en Eschwege fue hipotecado a Brunswick-Bevern en 1667, para elevar la dote de su hija, Cristina.

## Título
El título completo, como fue inmortalizado en su ataúd, era: Federico, valiente héroe, landgrave de Hesse, príncipe de Hersfeld, conde de Katzenelnbogen, Diez, Ziegenhain, Nidda y Schaumburg.

## Matrimonio y descendencia
Federico contrajo matrimonio el 8 de septiembre de 1646 en Estocolmo con Leonor Catalina (1626-1692), hija del conde palatino Juan Casimiro de Kleeburg (1589-1652) y hermana del rey sueco Carlos X Gustavo. Tuvieron los siguientes hijos:
- Margarita (Erfurt, 31 de marzo de 1647-ibidem, 19 de octubre de 1647).
- Cristina (Kassel, 30 de octubre de 1649-Bevern, 18 de marzo de 1702), desposó en 1667 a Fernando Alberto I, duque de Brunswick-Luneburgo-Bevern.
- Isabel (Eschwege, 7 de abril de 1650-ib., 27 de abril de 1651).
- Juliana (Eschwege, 14 de mayo de 1652-IJsselstein, 20 de junio de 1693), desposó en 1680 a Johann Jakob Marchand, barón de Lilienburg (1656-1703).
- Carlota (Eschwege, 3 de septiembre de 1653-Bremen, 7 de febrero de 1708), desposó en primeras nupcias en 1673 al príncipe Augusto de Sajonia-Weissenfels (hijo del duque Augusto), y en segundas nupcias en 1679 a Juan Adolfo, conde de Bentheim-Tecklenburg (divorciada en 1693).
- Federico (Eschwege, 30 de noviembre de 1654-ib., 27 de julio de 1655), príncipe heredero de Hesse-Eschwege.